# Maemo
Maemo este o platformă software dezvoltată inițial de Nokia, acum dezvoltată de comunitate, pentru smartphone-uri și tablete de internet și care cuprinde atât sistemul de operare Maemo, cât și SDK. Maemo a jucat un rol cheie în strategia Nokia de a concura cu Apple și Android, dar acea strategie a eșuat din motive complexe, instituționale și strategice.